# Baaba Kulka
Baaba Kulka – album jazzowego zespołu Baaba z wokalnym udziałem Gaby Kulki.
Album ten ukazał się 21 marca 2011 roku. Zawiera on utwory zespołu Iron Maiden w jazzowych aranżacjach.

## Lista utworów
1. "The Number of the Beast" – 5:51
2. "Wrathchild" – 3:14
3. "Aces High" – 4:18
4. "To Tame A Land" – 7:29
5. "The Ides of March" – 0:54
6. "Prodigal Son" – 4:55
7. "Children of the Damned" – 3:05
8. "Flight of the Icarus" – 4:22
9. "The Clairvoyant" – 4:42
10. "Still Life" – 4:28

## Skład
- Gaba Kulka - wokal, klawisze
- Bartek Weber - gitara
- Piotr Zabrodzki - bas, klawisze
- Tomasz Duda - saksofony, flet, klarnet
- Maciej Moruś - perkusja